# Иродион (апостол от 70)
Иродио́н, Родион (греч. Ἡρωδίων) — апостол от семидесяти, родственник апостола Павла, который упоминает о нём в «Послании к Римлянам»: «Приветствуйте Иродиона, сродника моего» (Рим. 16:11). Почитается как священномученик, память в Православной церкви совершается 4 (17) января (Собор апостолов от семидесяти), 8 (21) апреля, 10 (23) ноября, в Католической церкви — 8 апреля.
Согласно Священному Преданию, он был епископом в Патрасе и умер мученической смертью при Нероне вместе с апостолами Петром и Павлом. 
Подробные сведения об апостоле Иродионе, основанные на церковном предании, содержатся в минеях Димитрия Ростовского:

Святой Апостол Иродион, — родственник по плоти святого Апостола Павла, — происходил из киликийского города Тарса. Он был спутником и сотрудником святых Апостолов Петра и Павла и был ими же поставлен во епископа города Патары. В сане епископа святой Иродион деятельно распространял учение христианское среди еллинов-язычников. Так как святой Иродион многих из язычников обратил ко Христу, то иудеи из зависти к сему служителю Божию, сговорившись с идолослужителями-еллинами, взяли святого силою и предали многоразличным мукам; при этом одни из мучителей без милосердия били святого, другие кидали в него камни, третьи ударяли его палками по голове. Один из мучителей ударил святого ножом настолько сильно, что он упал замертво; думая, что святой умер, мучители оставили его. Но святой Апостол по благодати Божией остался живым и потом немало потрудился в Риме, проповедуя слово Божие вместе со святым первоверховным Апостолом Петром.